# جيرانت لويس
جيرانت لويس (بالإنجليزية: Geraint Lewis)‏ هو لاعب اتحاد الرغبي بريطاني، ولد في 12 يناير 1974 في Pontypridd ‏ في المملكة المتحدة.

## روابط خارجية
- جيرانت لويس على موقع دوري الرغبي الممتاز (الإنجليزية)
- جيرانت لويس عل موقع إسبنسكروم (الإنجليزية)
- جيرانت لويس على موقع ItsRugby.co.uk (الإنجليزية)